# Sidamulih (Pamarican)
Sidamulih is een bestuurslaag in het regentschap Ciamis van de provincie West-Java, Indonesië. Sidamulih telt 6602 inwoners (volkstelling 2010).